# Łukowce
Łukowce es un pueblo ubicado en la gmina Biała Podlaska, distrito de Biała Podlaska, voivodato de Lublin, Polonia.

## Superficie
Cuenta con una superficie de 5,100 kilómetros cuadrados.

## Demografía
Hasta 2011 la población era de 188 habitantes, con una densidad de población de 36,86 habitantes por kilómetro cuadrado. Estaba conformada por 90 hombres (47,9%) y 98 mujeres (52,1%), según el censo de la Oficina Central de Estadística.